# Oesterreichs Flora
Oesterreichs Flora (abreviado Öster. Fl., ed. 2) es un libro con ilustraciones y descripciones botánicas que fue escrito por el médico, naturalista, y botánico austriaco Josef August Schultes y publicado en Viena en 2 volúmenes en el año 1814.